# 허영생
허영생(許永生, 1986년 11월 3일~)은 대한민국의 가수이자 배우로 SS501의 메인보컬, 프로젝트 유닛 더블에스301의 리더이기도 하다.

## 학력
- 후평초등학교 (졸업)
- 고창중학교 (졸업)
- 현대고등학교 (졸업)
- 동서울대학교 공연예술학부 (전문학사)

## 생애
2005년 SS501의 멤버로 데뷔하였고 메인보컬을 담당했다.
《SS501 스페셜 앨범》에 수록된 솔로곡〈사랑인거죠〉를 작사, 작곡했고 《SS501 Collection》앨범에 수록된 솔로곡 〈이름없는기억〉을 작사했다.
2011년 5월 12일 첫 솔로 앨범 'Let it go'를 발표했다. 타이틀곡은 'Let It Go'이다.
2011년에는 뮤지컬 삼총사의 달타냥 역에 캐스팅되었고, 2012년에는 선녀가 필요해에 출연했다.
2012년 5월 22일에 두 번째 솔로 앨범 'SOLO'를 발표했다. 타이틀 곡은 'Crying'이다.
10월 29일 MBC 《아들 녀석들》 OST에도 참여하였다.
2013년 3월 솔로 앨범 'LIFE'를 발표했다. 타이틀 곡은 '작업의 정석'이다.
군입대를 앞두고 10월 16일에 미니 앨범 'She'를 발표했다. 타이틀 '몸이 약한 아이'로 25일 뮤직뱅크에 출연한 뒤 그 다음날인 26일 악스홀에서 단독콘서트를 개최하였다.
2013년 10월 31일, 군대에 입대하여 5주간 훈련을 받고 의경으로 복무했다. 2015년 7월 30일 제대했다.
전역 후엔 김형준과 같은 소속사인 CI ENT로 이적했다.
8월 29일 팬미팅 'HELLO AGAIN'을 개최했다.

## 그룹 활동
- SS501의 멤버
- SS301의 멤버

## 출연 작품
DJ
- SBS 파워FM 《SS501의 영스트리트》 DJ (2006년 5월 1일~2007년 4월 15일 종영)

MC
- Mnet 2005년 《M! Countdown》

드라마
- MBC 2005년 《논스톱5》 (카메오)
- KBS2 2008년 《꽃보다 남자》(카메오) (With 김규종, 김형준)
- KBS2 2012년 《선녀가 필요해》 허영생/카키 역

뮤지컬
- 《삼총사》 달타냥 역 (2011년 11월 3일~2011년 12월 18일 / 2011년 12월 23일~2011년 12월 28일)
- 《Summer Snow》 소윤재 역 (2013년 4월 12일~2013년 4월 19일 / 2013년 5월 31일~2013년 6월 15일)
- 《하루》 한민호 역 (2015년 12월 13일 ~ 12월 25일)
- 《올슉업》 엘비스 역 (2017년 11월 24일 ~2018년 2월 11일)
- 《모든 순간이 너였다》 로운 역

음악 방송
| 연도 | 방송사 | 제목                         | 기간      | 역할   | 참고                    |
| ---- | ------ | ---------------------------- | --------- | ------ | ----------------------- |
| 2005 | SBS    | 《도전 1000곡》              | 8월 7일   | 게스트 |                         |
| 2007 | SBS    | 《도전 1000곡》              | 2월 4일   | 게스트 |                         |
| 2008 | Mnet   | 《소년소녀 가요백서》        | 12월 8일  | 게스트 |                         |
| 2009 | SBS    | 《도전 1000곡》              | 4월 27일  | 게스트 |                         |
| 2012 | KBS2   | 《불후의 명곡2-김건모 특집》 | 3월 10일  | 게스트 |                         |
| 2012 | KBS2   | 《불후의 명곡2-김건모 특집》 | 3월 17일  | 게스트 |                         |
| 2016 | MBC    | 《듀엣가요제》               | 6월 24일  | 참가자 | 동방신기:주문 (MIROTIC) |
| 2016 | MBC    | 《듀엣가요제》               | 7월 1일   | 참가자 | 보아:아틀란티스 소녀    |
| 2016 | MBC    | 《듀엣가요제》               | 7월 8일   | 참가자 | 신화: Perfect Man       |
| 2016 | MBC    | 《듀엣가요제》               | 7월 15일  | 참가자 | 이하이:한숨             |
| 2016 | MBC    | 《복면가왕》                 | 8월 21일  | 참가자 | 참 외롭다               |
| 2016 | MBC    | 《복면가왕》                 | 8월 28일  | 참가자 | 참 외롭다               |
| 2016 | KBS2   | 《노래싸움 - 승부》          | 12월 16일 | 참가자 |                         |
| 2016 | KBS2   | 《노래싸움 - 승부》          | 12월 23일 | 참가자 |                         |
| 2017 | MBC    | 《듀엣가요제》               | 4월 7일   | 참가자 | 샤이니 : 셜록           |

## 작사・작곡
- 사랑인거죠 (작사・작곡 2008년 11월 U R Man)
- 이름없는 기억 (작사 2009년 6월 COLLECTION)
- 완.두.콩 (작사 2009년 10월 Rebirth)
- 영원토록 (작사 2010년 5월 DESTINATION)
- OUT THE CLUB (작사 2011년 5월 LET IT GO)
- RAINY HEART 비가 내리던 그 어느날 (작사 2011년 5월 LET IT GO)
- I'M BROKEN (작사 2011년 5월 LET IT GO)
- Crying (작사 2012년 5월 Crying)
- 21GRAM (작사 2016년 2월 ETERNAL 5)
- SHINING STAR (작사 2016년 6월 ESTRENO)
- REMOVE (작사,작곡 2016년 12월 ETERNAL 0,ETERNAL 1)
- LUV WITH U (작사,작곡 2016년 12월 ETERNAL 0,ETERNAL 1)
- 僕らだけの思い出 (작사,작곡 2016년 12월 S)
- 사랑받고 싶었어 (작사 2019년 6월 MOMENT)

## 콘서트

### 단독 콘서트
| 날짜             | 도시 | 국가     | 장소         |
| ---------------- | ---- | -------- | ------------ |
| 허영생 콘서트    |      |          |              |
| 2013년 10월 26일 | 서울 | 대한민국 | 유니클로악스 |

## 수상 내역
| 연도   | 수상 내역                                            |
| ------ | ---------------------------------------------------- |
| 2012년 | - 11월 21일 제1회 《대한민국 실천대상》 문화예술부문 |
| 2016년 | - 6월 24일 MBC 《듀엣가요제》 우승                   |
| 2017년 | - 6월 8일 럭셔리 브랜드 모델 어워즈 K-POP 특별상     |

## 특이 사항
- SM 엔터테인먼트 연습생